# William Hale (wynalazca)
William Hale (1797-1870) – brytyjski wynalazca, pionier w dziedzinie budowy rakiet.
Hale urodził się w Colchesterze w Anglii. Był najprawdopodobniej samoukiem, choć niewykluczone, że pobierał nauki od swego dziadka, również Williama Hale'go. Pierwszy patent otrzymał w roku 1827; uzyskał również złoty medal Royal Society of Arts za projekt odrzutowego napędu statków.
W 1844 roku Hale opatentował nowy typ rakiet bojowych, udoskonalając będące dotychczas w użyciu rakiety projektu Williama Congreve'a. Usunął prowadnicę, a stabilność lotu zapewnił poprzez umieszczone pod kątem otwory odprowadzające część spalin, co wprowadzało rakiety w ruch obrotowy.
Rakiety jego pomysłu mogły ważyć do 60 funtów. Przy starcie następował jaskrawy rozbłysk, a w locie rakiety wydawały charakterystyczny dźwięk.
Rakiety Hale'a po raz pierwszy zostały użyte przez US Army w czasie wojny z Meksykiem w latach 1846-1848. British Army eksperymentowała z rakietami Hale'a podczas wojny krymskiej, ale na uzbrojenie przyjęła je dopiero w roku 1867.